# Antanas Sutkus

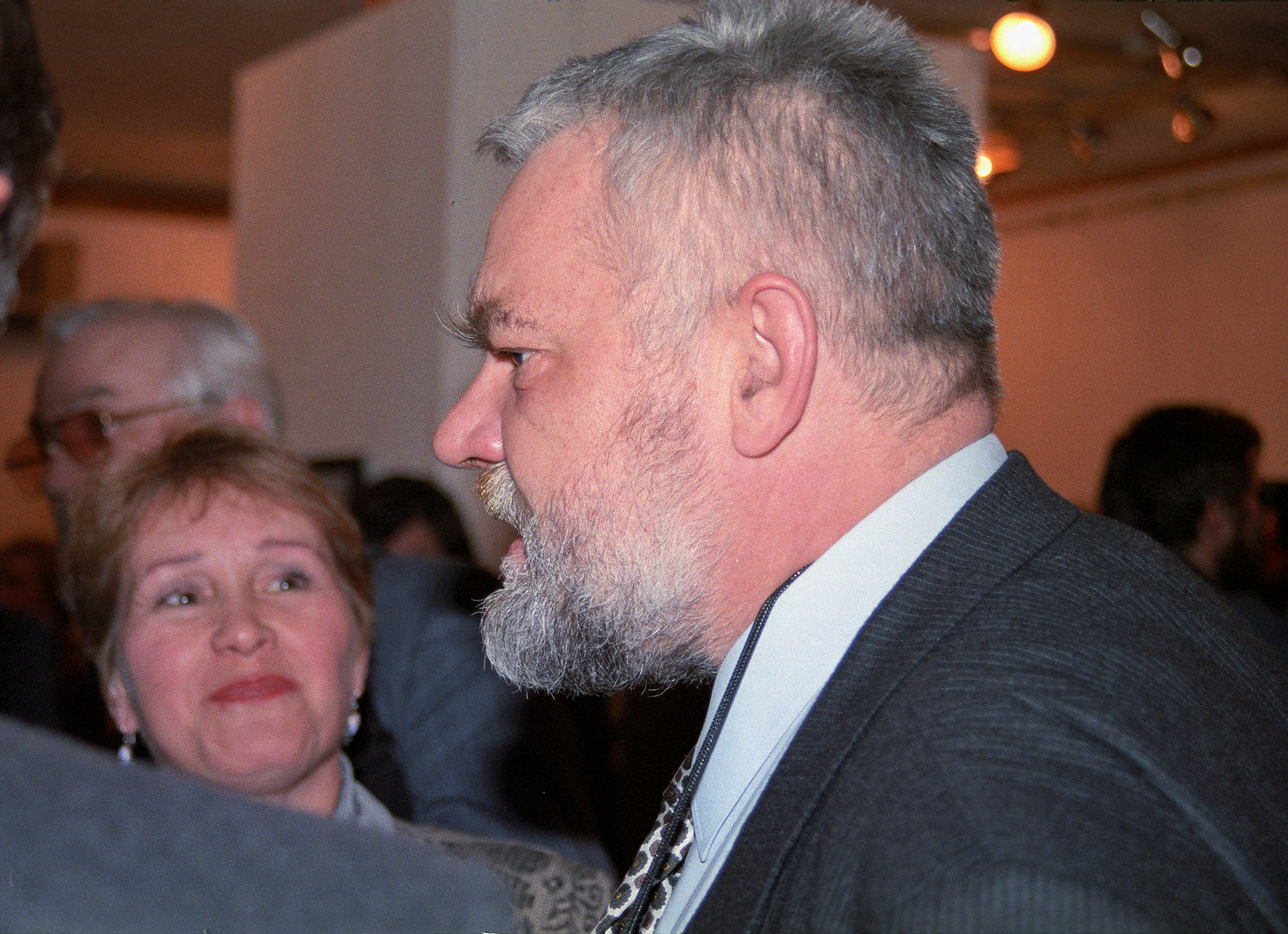
Antanas Sutkus 1996

Antanas Sutkus (* 27. Juni 1939 in Kluoniškiai bei Kaunas, Litauen) ist ein litauischer Fotograf. Er gilt als Vertreter der so genannten humanistischen Fotografie und als bedeutendster Fotograf Litauens.
Von den 1960er bis zum Ende der 1980er Jahre dokumentierte Sutkus in seinem Zyklus „Menschen in Litauen“ das Alltagsleben in der damaligen Litauischen Sozialistischen Sowjetrepublik.
Seine Fotos zeigen die Trostlosigkeit des Kommunismus mit seinen „desillusionierten Gesichtern, trostlosen Straßen, hässlichen Gebäudekomplexen in Plattenbausiedlungen“.
1965 begleitete Sutkus den französischen Philosophen Jean-Paul Sartre und die Schriftstellerin Simone de Beauvoir, als diese Litauen besuchten. In der Kurischen Nehrung gelang Sutkus mit Jean-Paul Sartre in Nida das wohl bekannteste Foto von Sartre. Es zeigt den Philosophen in dunklem Mantel auf hellem Dünensand, wie er sich gegen den Wind stemmt.
2017 wurde Sutkus mit dem Dr.-Erich-Salomon-Preis der Deutschen Gesellschaft für Photographie ausgezeichnet.

## Werk (Auszug)
- Lithuanian Portraits. Hrsg.: Nadim Julien Samman. White Space Gallery, London 2009, ISBN 978-0-9557394-4-6 (englisch, 92 S.).
- In memoriam. To Vilnius and Kaunas Ghetto Prisoners. White Space Gallery, London 2016, ISBN 978-0-9557394-9-1 (englisch, 112 S.).
- Planet Lithuania. Hrsg.: Thomas Schirmböck. 1. Auflage. Steidl, Göttingen 2018, ISBN 978-3-95829-512-4 (272 S.).

- Children. Text von Wladimir Kaminer. Hrsg.: Thomas Schirmböck. 1. Auflage. Steidl, Göttingen 2021, ISBN 978-3-95829-709-8 (180 S.).

## Ausstellungen
- 2018/19 Antanas Sutkus: KOSMOS. Nacionalinė dailės galerija (NATIONAL GALLERY OF ART) Vilnius 9. November 2018 bis 13. Januar 2019
- 2019    Antanas Sutkus. Fotografien. Opelvillen Rüsselsheim, 30. Januar bis 28. April
- 2019/20 Antanas Sutkus: KOSMOS. Zephyr Mannheim, 7. September 2019 bis 26. Januar 2020